# 高橋大橋

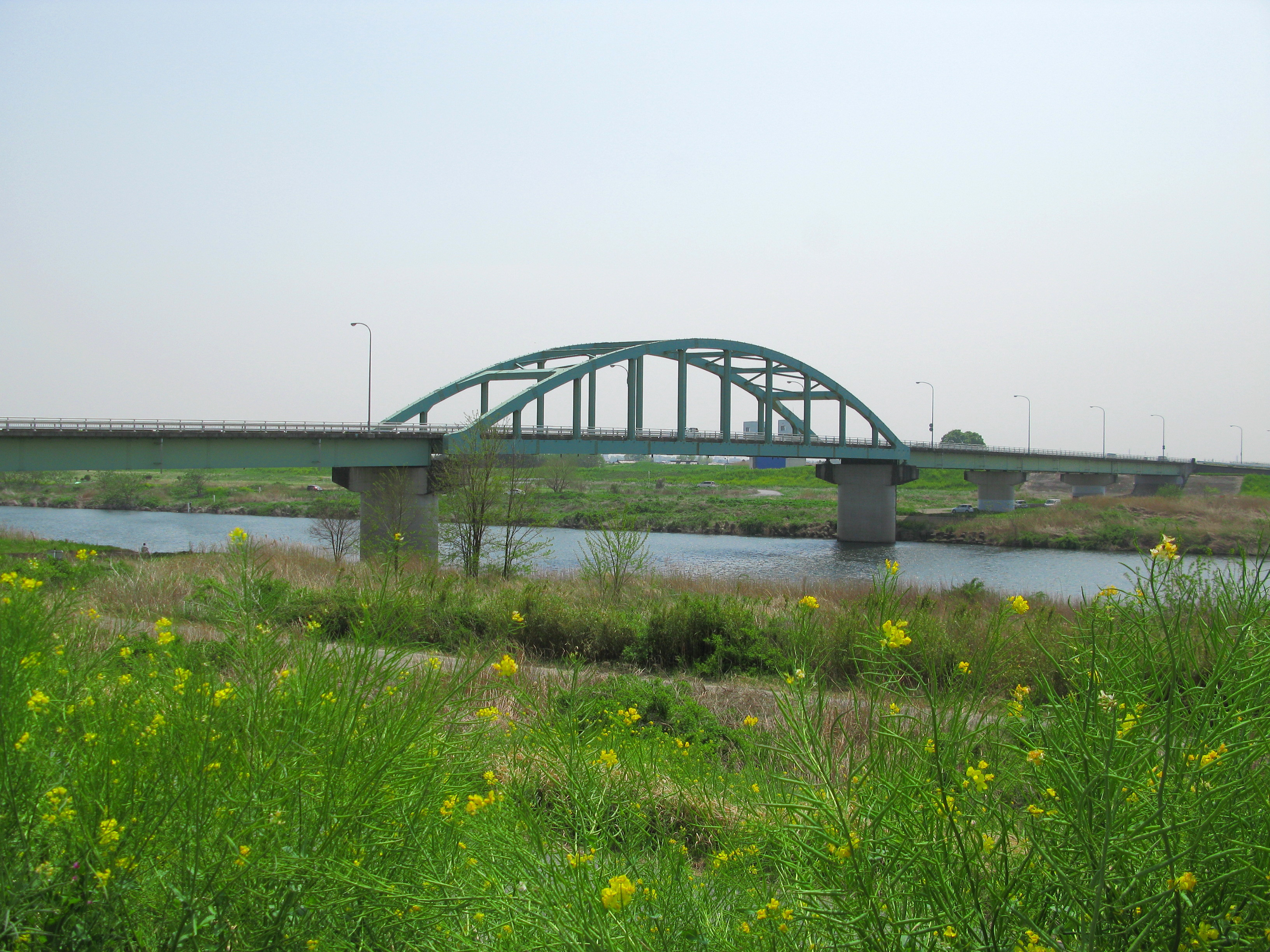
左岸、上流側から

高橋大橋（たかはしおおはし）は栃木県佐野市高橋町から同県足利市野田町を結ぶ渡良瀬川の橋である。

## 概要
1993年（平成5年）に架設された。橋長307.6ｍ、幅員10.75mの渡河部分がランガートラス構造を持つ橋梁である。
橋を通過する栃木県道・群馬県道223号寺岡館林線は足利市野田町の高架橋を通じて矢場川に架かる橋まで繋がっており、群馬県館林市と栃木県佐野市を結ぶ長い橋のようになっている。
かつては、高橋という木造潜水橋が架かっていた。

## 風景

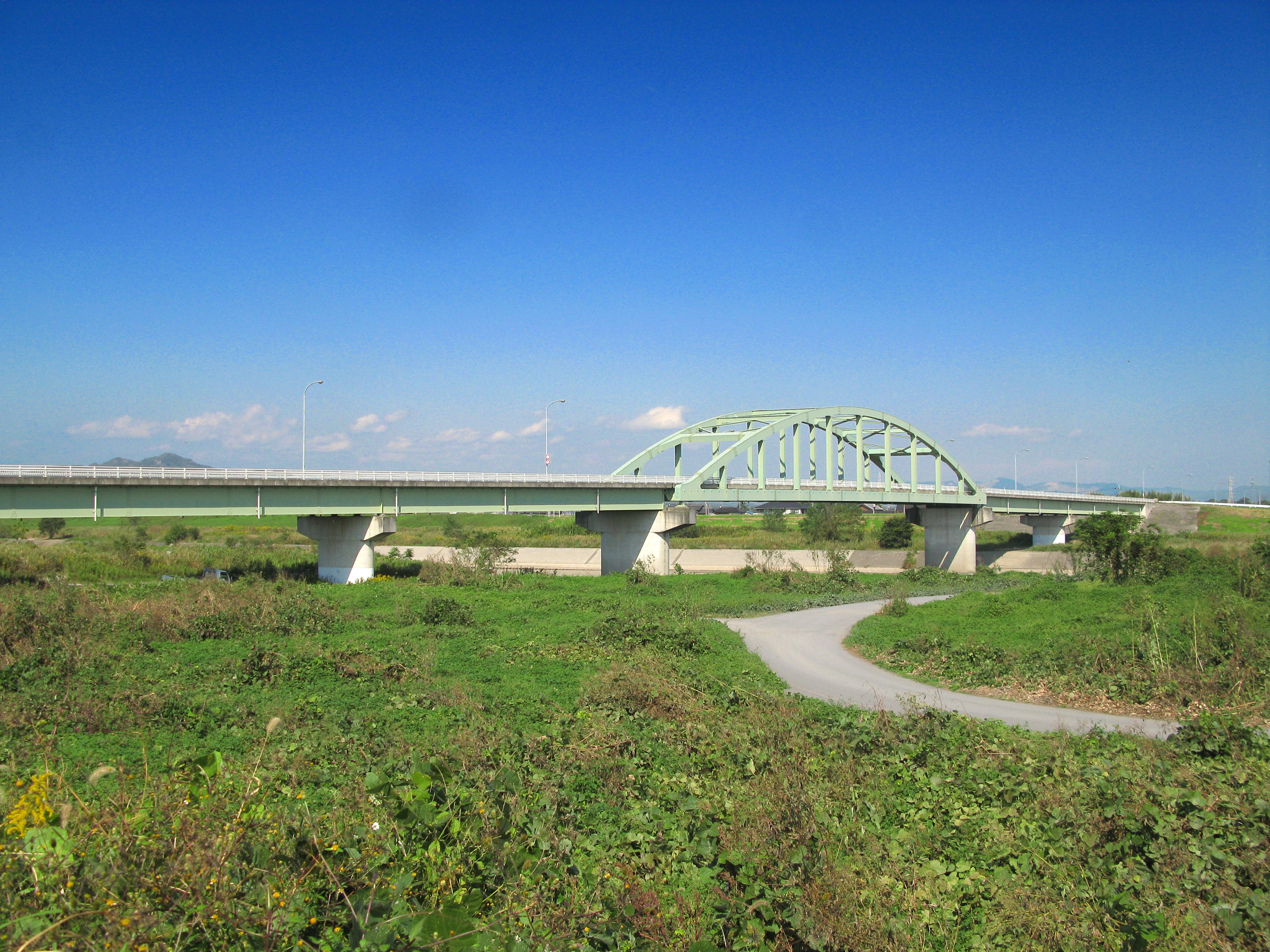
右岸、下流側から。
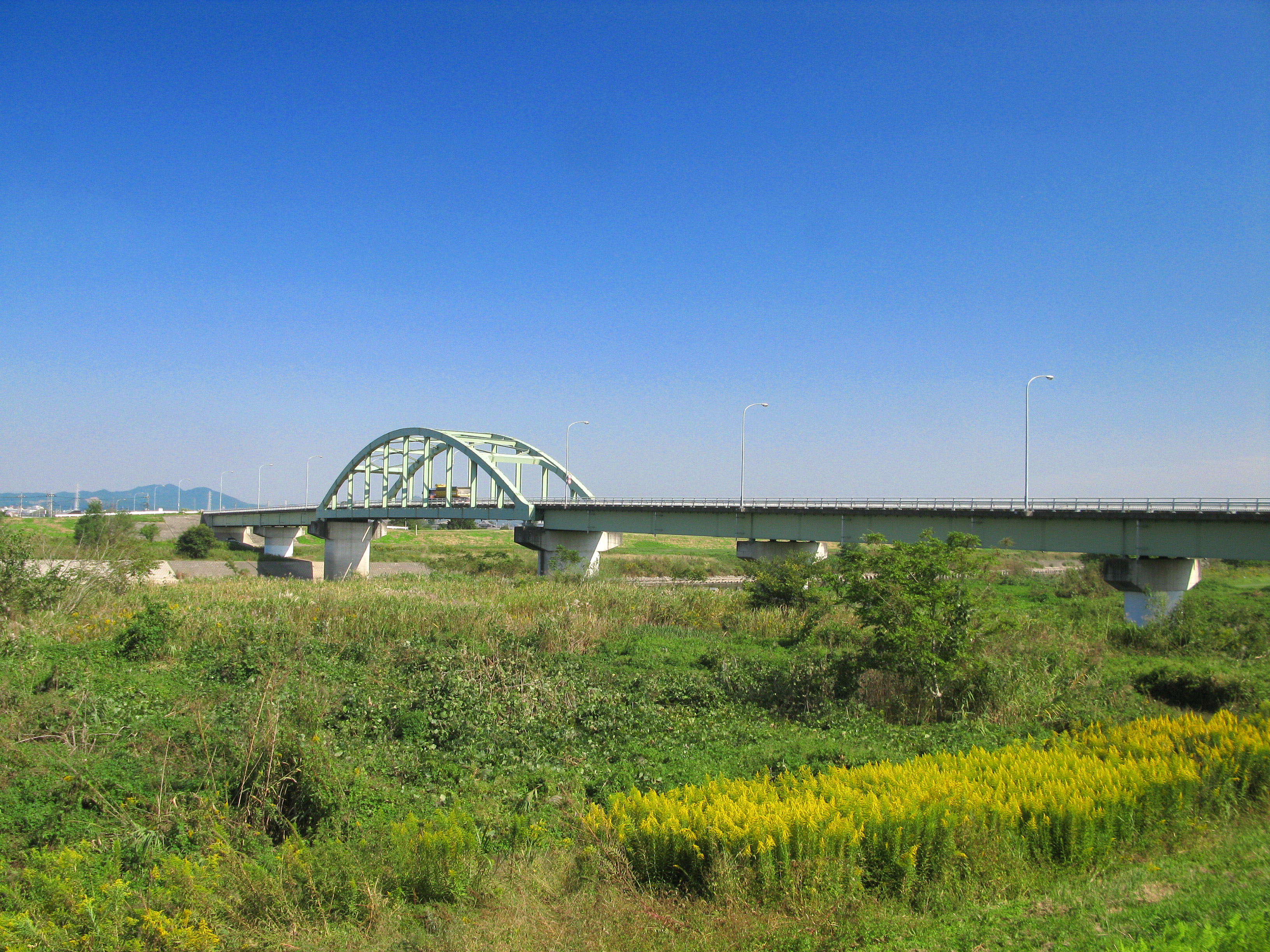
右岸、上流側から。

## 隣の橋
- 渡良瀬川
  - 川崎橋 - 渡良瀬川大橋 - 高橋大橋 - 渡良瀬大橋 - 東武佐野線